# Sonora (delstat)
Sonora är en delstat i nordvästra Mexiko, gränsande bland annat till Californiaviken i väster och de amerikanska delstaterna Arizona och New Mexico i norr. Sonora hade 2 463 707 invånare år 2007, på en yta av 182 052 km², vilket gör den till den ytmässigt näst största delstaten i landet (efter Chihuahua). Administrativ huvudort är Hermosillo. Andra stora städer är Ciudad Obregón, Guaymas, Navojoa, Nogales och San Luis Río Colorado.